# Spetskrokodil
Spetskrokodil eller amerikansk krokodil (Crocodylus acutus) är en krokodilart som lever i Amerika. Artepitet i det vetenskapliga namnet är det latinska adjektivet acutus (skarp/spetsig), besläktat med verbet acuere samt med substantiven acumen och acus (spets/nål).
Liksom alla andra stora krokodiler är den amerikanska krokodilen potentiellt farlig för människor, även om den tenderar att inte vara lika aggressiv som vissa andra arter.
Arten är snabb framförallt i vattnet då den kan simma i 32 km/h. Dess huvudsakliga föda utgörs av fisk men den äter även fåglar, däggdjur, grodor, krabbor, sniglar och sköldpaddor.
Artens namn syftar på den spetsiga nosen. Djuret blir oftast omkring 3–4 meter lång men vissa exemplar blir 7,7 meter långa. Spetskrokodilen kännetecknas av en uppstickande längsgående hornribba framför ögonen samt av fyrkantiga plattor på halsen och av 4 till 6 plattor som bildar en tvärliggande rad på nacken. Allmänt har arten en ljusare olivgrön färg. Hos ungdjur förekommer ofta flera mörka fläckar och strimmor på kroppen.
Denna krokodil hittas från Florida över Centralamerika och de västindiska öarna till norra Sydamerika. Den lever vanligen nära kusten, vid floderna och i träskmarker. Arten hittas ofta i bräckt vatten, till exempel i laguner och mangrove. Den når i bergstrakter 1200 meter över havet. Uppgifter i gamla beskrivningar att arten lever i Paraguay är med stor sannolikhet felaktiga.
Spetskrokodilen syns ofta när den solbadar på en sandbank. De 21 till 56 äggen läggs av honan under den torra perioden i en självgrävd jordhåla. Boet stängs och bevakas sedan av honan. Äggen kläcks efter fyra till fem månader vid början av regntiden och ungarna är vid tidpunkten cirka 25 cm långa. I Florida händer det ibland att en tvättbjörn eller en svartbjörn gräver fram äggen. Längre söderut faller ungdjur ibland offer för jaguaren. Andra naturliga fiender är rovfåglar, näsbjörnar och hundar. Dessutom dokumenterades kannibalism på ungdjur. I Belize där arten delar reviret med moreletkrokodil och på Kuba där spetskrokodilen lever i samma område som Kubakrokodil förekommer hybrider.
Denna krokodil jagades intensivt under 1930-talet. Sedan minskade jakttrycket och under 1970-talet blev jakten förbjuden. Ibland sker tjuvjakt eller bon med ägg blir förstörda av människor. Spetskrokodilen hölls i Kuba, Honduras och Colombia i farmer för lädrets skull. I Dominikanska republiken minskade populationen på grund av matbrist (utfiskning). Arten har ganska bra förmåga att anpassa sig till kulturlandskap och därför ökade djurets bestånd i andra regioner efter inrättningen av skyddsåtgärder. Fördelad över hela utbredningsområdet förekommer olika naturskyddsområden. IUCN listar spetskrokodilen som sårbar (vulnerable).